# 熊本市立桜木小学校
熊本市立桜木小学校（くまもとしりつ さくらぎしょうがっこう）は、熊本県熊本市東区花立二丁目にある公立小学校。

## 沿革
- 1971年（昭和46年） - 熊本市立秋津小学校、熊本市立健軍小学校より分離し開校
- 1974年（昭和49年） - 熊本市立東町小学校を分離
- 1998年（平成10年） - 熊本市立桜木東小学校を分離

## 歴代校長
- 1971年（昭和46年） - 初代校長

## 委員会
園芸委員会
企画委員会
環境掲示委員会
給食委員会
図書委員会
音楽委員会

## クラブ活動

### 運動部
- 野球部
- サッカー部
- 水泳部
- 剣道部
- 女子ミニバスケットボール部
- 男子ミニバスケットボール部
- 女子ソフトテニス部
- 男子ソフトテニス部
- 女子バドミントン部
- 男子バドミントン部

### 文化部
- 合唱部

## 学校周辺
- 熊本県立盲学校
- 熊本県立熊本聾学校